# Ordres de grandeur de température
Pour des articles plus généraux, voir Ordre de grandeur et température.
Le tableau ci-dessous donne quelques ordres de grandeur de température.

## Exemples de valeurs de température
| Facteur | Multiple                          | Exemple |
| ------- | --------------------------------- | --- |
| 10-∞    | 0 K                               | zéro absolu : les particules sont immobiles, sans interaction avec ou sans un système thermodynamique |
| 10−15   | 1 fK 1 femtokelvin                | ondes atomiques cohérentes sur des centimètres particules atomiques décohérentes sur des centimètres |
| 10−12   | 1 pK 1 picokelvin                 | 100 pK, la température la plus basse jamais produite, pendant une expérience sur le magnétisme nucléaire dans le laboratoire de basses températures de l'université technique d'Helsinki 450 pK, la température la plus basse du condensat de Bose-Einstein jamais atteinte dans un laboratoire, au Massachusetts Institute of Technology avec du sodium sous forme gazeuse |
| 10−9    | 1 nK 1 nanokelvin                 | 50 nK, le point de fusion de Fermi du potassium 40 point de fusion de Bose des gaz atomiques bosoniques réfrigérants Doppler-bloquants dans le refroidissement d'atomes par laser |
| 10−6    | 1 μK 1 microkelvin                | désaimantation nucléaire, pièges magnéto-optiques |
| 10−3    | 1 mK 1 millikelvin                | excitations radio 2,5 mK, point de fusion de Fermi de l'hélium 3 triage par dilution cinétique des isotopes démagnétisation adiabatique des molécules paramagnétiques 300 mK : évaporation froide de l'hélium 3 excitations micro-ondes |
| 100     | 1 K 1 kelvin                      | 1 K, température de la nébuleuse du Boomerang, l'environnement naturel le plus froid connu 1,5 K, le point de fusion au-delà de l'hélium hors limite 2,19 K, point lambda de l'hélium superfluide hors limite 2,725 K, fond diffus cosmologique 4,1 K, point de supraconductivité du mercure 4,22 K, point d'ébullition de l'hélium à la pression atmosphérique 5,19 K, température critique de l'hélium 7,2 K, point de supraconductivité du plomb 9,3 K, point de supraconductivité du niobium |
| 101     | 10 K                              | point de fusion de Fermi des électrons de valence pour la supraconductivité 14,01 K, point de fusion limite du dihydrogène 20,28 K, point d'ébullition limite du dihydrogène 33 K, température critique du dihydrogène 44 K, température de surface moyenne de Pluton 53 K, température de surface moyenne de Neptune 63 K, point de fusion limite de l'azote 68 K, température de surface moyenne d'Uranus 77,35 K, point d'ébullition de l'azote à la pression atmosphérique 90,19 K, point d'ébullition limite du dioxygène 92 K, point de supraconductivité du YBCO |
| 102     | 100 K                             | excitations dans le rayonnement infrarouge 183,75 K (−89,4 °C), température aérienne de surface la plus froide enregistrée sur Terre 273,15 K (0 °C), point de fusion de l'eau environ 293 K, température ambiante 373,15 K (100 °C), température d'ébullition limite de l'eau Voir la liste détaillée ci-dessous |
| 103     | 1 kK (727 °C) 1 kilokelvin        | excitations dans le rayonnement de la lumière visible 1 170 K, grandes flammes de feu de bois 1 670 K, flamme bleue 1 808 K, point de fusion limite du fer (plus basse que l'acier) 1 870 K, flamme de bec Bunsen 1 900 K, la température de la coque de la navette spatiale américaine dans un plongeon à 8 km/s 2 013 K, point d'ébullition du plomb 3 683 K, point de fusion du tungstène 3 925 K, point de sublimation du carbone 4 160 K, point de fusion limite du carbure d'hafnium 4 700 K, Point triple du carbone 5 780 K, surface du Soleil 5 828 K, point d'ébullition du tungstène 6 000 K, température moyenne de l'Univers 300 000 ans après le Big Bang 7 736 K, température à laquelle un gaz parfait possède une énergie cinétique d'un électron-volt excitation dans le rayonnement ultraviolet étincelles anioniques |
| 104     | 10 kK (9 726,85 °C)               | 10 kK, surface de Sirius 10–15 kK dans la recombinaison du monoazote 25 kK, température moyenne de l'Univers 10 000 ans après le Big Bang 28 kK dans un éclair cationique enregistré sur Terre 32 kK, surface de Sirius 37 kK dans les réactions proton-électron 300 kK, température estimée à 17 mètres de Little Boy à la détonation point d'ébullition de Fermi des électrons de valence excitations rayons X |
| 106     | 1 MK 1 mégakelvin (999 726,85 °C) | excitation dans le rayonnement des rayons gamma 5 MK, température de la couronne solaire 13,6 MK, température du noyau du Soleil 100 MK, température nécessaire pour une fusion nucléaire contrôlée |
| 109     | 1 GK 1 gigakelvin                 | 1 GK, température 100 secondes après le Big Bang 3 GK dans les réactions électron-positron 10 GK dans les explosions de supernova 10 GK, température 1 seconde après le Big Bang |
| 1012    | 1 TK 1 térakelvin                 | 1 TK, la matière ordinaire subit une transition de phase à partir des hadrons vers un plasma de quark-gluon : ~2 TK, Température de Hagedorn. 3–5 TK dans les réactions proton-antiproton excitations électronucléaire Z0 10 TK, température 100 microsecondes après le Big Bang 300–900 TK dans les collisions proton-nickel dans le Tevatron |
| 1015    | 1 PK 1 pétakelvin                 | 0,3–2,2 PK dans les collisions proton-antiproton |
| 1018    | 1 EK 1 exakelvin                  | 2–13 EK dans les collisions nucléaires lourdes dans le Large Hadron Collider |
| 1024    | 1 YK 1 yottakelvin                | 0,5–7 YK dans les collisions avec les rayons cosmiques de ultra haute énergie |
| 1029    | 100 RK 100 ronnakelvins           | excitations dans la grande unification ; température 10−35 seconde après le Big Bang |
| 1032    | 100 QK 100 quettakelvins          | 1,416 785 × 1032 K, température de Planck ; température 5 × 10−44 seconde (temps de Planck) après le Big Bang |

## Liste détaillée des températures de100à1 000K
| kelvins  | Degrés Celsius | Degrés Fahrenheit | Condition                                                       |
| -------- | -------------- | ----------------- | --------------------------------------------------------------- |
| 0 K      | −273,15 °C     | −459,67 °F        | zéro absolu                                                     |
| 100 K    | −173,15 °C     | −279,67 °F        |                                                                 |
| 125 K    | −148 °C        | −234,4 °F         | point de supraconductivité de l'oxyde Tl-Ba-Cu                  |
| 138 K    | −135 °C        | −211 °F           | point de supraconductivité de l'oxyde Hg-Tl-Ba-Ca-Cu            |
| 143 K    | −130 °C        | −202 °F           | température moyenne de surface de Saturne                       |
| 152 K    | −121 °C        | −185,8 °F         | température moyenne de surface de Jupiter                       |
| 184 K    | −89 °C         | −128,6 °F         | température climatique la plus froide enregistrée sur Terre     |
| 194,6 K  | −78,5 °C       | −109,3 °F         | point de sublimation du dioxyde de carbone (neige carbonique)   |
| 210 K    | −63 °C         | −81,4 °F          | température moyenne de surface de Mars                          |
| 234,32 K | −38,83 °C      | −37,9 °F          | point de fusion du mercure                                      |
| 255,37 K | −17,78 °C      | 0 °F              | solution de saumure-glace la plus froide trouvée par Fahrenheit |
| 273,15 K | 0 °C           | 32 °F             | point de fusion de l'eau (sous une pression de 1 bar)           |
| 287 K    | 14 °C          | 57 °F             | température moyenne de surface de la Terre                      |
| 293,15 K | 20 °C          | 68 °F             | température ambiante                                            |
| 310 K    | 37 °C          | 98,6 °F           | température corporelle de l'humain                              |
| 331 K    | 58 °C          | 136,4 °F          | température climatique la plus chaude enregistrée sur Terre     |
| 373,15 K | 100 °C         | 212 °F            | point d'ébullition de l'eau                                     |
| 400 K    | 127 °C         | 260,6 °F          | température maximale du bout du nez du Concorde                 |
| 452 K    | 179 °C         | 354,2 °F          | température moyenne de surface de Mercure                       |
| 600,65 K | 327,50 °C      | 621,5 °F          | point de fusion du plomb                                        |
| 737 K    | 464 °C         | 867,2 °F          | température moyenne de surface de Vénus                         |
| 755 K    | 482 °C         | 900 °F            | un four électrique lors du cycle de pyrolyse                    |
| 933,45 K | 660,30 °C      | 1 220,6 °F        | point de fusion de l'aluminium                                  |
| 1 000 K  | 726,85 °C      | 1 340,33 °F       |                                                                 |

La gamme de températures à l'intérieur de laquelle l'eau est naturellement sous forme liquide à la pression atmosphérique terrestre est indiqué en gris clair.